# 空中巴士國防航天
空中客车国防航天是空中巴士公司的一个子公司, 主要负责国防和航空航天产品和服务。该子公司于2014年1月成立。它是世界第二大空间公司在波音以后和世界上最大的十家国防公司之一。
空中巴士國防航天公司总部位于德国奥托布隆。该公司有四个主要项目: 军用飞机 (由费尔南多·阿隆索负责)、空间系统 (由尼古拉斯·查姆西负责) 和通信-情报安全 (由埃弗特·杜多克负责)、无人航空系统 (由亚纳·罗森曼领导)。该公司在35个国家拥有业务,雇佣了86个国家的的 40, 000名员工, 占空中客车集团收入的21%。2017年, 空中客车公司在《财富》全球500强榜单上排名第94位, 是 "世界上最受尊敬的公司" 之一。

## EADS的创立与壮大 (1997-2008年)
早在 1995年, 德国国防航天公司 戴姆勒-克莱斯勒航空航天（EADS)和其英国的同行 英国宇航 就希望创建一家跨国国防航天公司。这两家公司想法和另一个主要的欧洲航空航天公司，法国公司Construcciones Aeronáuticas SA,一样。这一整合的第一阶段被视为 空中客车集团 从英国航空航天、DASA和Construcciones Aeronáuticas SA转变为一家综合性公司。然而, 合并步履维艰, 英国航空航天公司放弃了DASA的合并, 转而购买其英国竞争对手 马可尼电子系统, 通用电气公司。英国航空航天和MES合并为英国宇航系统, 于1999年1月19日宣布, 11月30日完成。